# Guillermo Zuluaga
Guillermo Zuluaga Azuero, más conocido como Montecristo (el santuario, 10 de febrero de 1924- Ibídem, 17 de octubre de 1997) fue un actor y humorista colombiano, nombrado como mejor humorista de América.[cita requerida]

## Biografía
Es hijo del médico y dirigente político, Baudilio Zuluaga y Carolina Azuero de Zuluaga.
Es quizá el cómico y humorista colombiano más famoso del siglo XX. Su carrera humorística comenzó después de prestar el servicio militar en la ciudad de Palmira, Valle del Cauca.
Sin cumplir los 16 años de edad ya era voluntario del ejército. Primero estuvo en el batallón Bomboná de Rionegro, luego en la guardia presidencial, gracias a que cuando fue boy scout aprendió a tocar tambor y cornetas. Después paró en la escuela de ingenieros militares de Ibagué como tambor mayor, y terminó su carrera en el batallón Codazzi de Palmira, y a la vez empezó su carrera como humorista nacional.
Para celebrar, el día de su salida de la milicia imitó públicamente, con un sentido muy cómico, a los altos mandos del batallón y a sus compañeros. Contó chistes y se burló de todos. Gustó tanto su actuación que alguien lo invitó a la emisora Radio Cultural de la ciudad de Cali, al programa La hora de las variedades.
La participación en el programa de Radio Cultural, en Cali lo marcó pues la silbatina del público le hizo transformar sus canciones por chistes, y las risas sus deseos de ser médico en sed de aplausos.

## Vida artística
Llegó a cantar, pero en este oficio fue desastroso. Entonces pidió que le dejaran contar chistes. Fue tan bueno en esta actividad, que contó otro y otro, y así siguió hasta su muerte.
En sus andanzas conoció a un trío llamado los hermanos Hernández ellos lo invitaron a una fiesta del bambuco en el teatro municipal de Cali donde conoció a William Gil, fundador de Caracol, quien se lo llevó para la voz de Antioquia. De ahí lo mandó a una gira nacional como animador. A los dos meses volvió encabezando el elenco como el primer humorista nacional.
En la radio Antioqueña recuerda su programa El café de Montecristo, a la 1:30 p. m. tan exitoso que lo llegaban a repetir hasta cuatro veces el mismo día. El programa fue basado en los exitosos libretos de La Taberna de Pedro del humorista cubano, Alberto Gonzáles, quien luego de su exilio de Cuba en 1961 continúa escribiendo para Radio Caracol con mucho éxito. Y nunca, ni siquiera cuando estuvo en silla de ruedas víctima de una polineuritis, Zuluaga dejó de hacer su programa en vivo.
Guillermo Zuluaga en su vida artística creó una serie de personajes que dieron vida a su estilo y sus chistes originales e ingeniosos, conjugan con la gracia donairosa que le imprimió a cada una de sus excelentes actuaciones.
Guillermo Zuluaga Azuero, el popular Montecristo, "Monte", hizo sin lugar a dudas que el humor de Antioquia y Colombia se catalogara "antes de él y después de él". Su larga carrera, su total dedicación al humor, e indudablemente la calidad del mismo, lo hicieron acreedor al mote de "El mejor humorista de América".
El primero de los más famosos programas radiales de Montecristo fue llamado "El Café de Montecristo", un espacio de humor costumbrista originado en "La Voz de Antioquia" de la Cadena Radial Colombiana (Caracol) (la Voz de Antioquia pertenece hoy a la Cadena Radial Júpiter). También estuvo en la Voz de Medellín de RCN, Todelar y Munera Eastman Radio. Cuando CARACOL saca en su Staf LAS AVENTURAS DE MONTECRISTO, RCN coloca en su reemplazo EL OMBLIGO DEL MUNDO con Hugo Patiño (el príncipe de Marulanda), doña Queta y Pochochita pero fue un total fracaso.
Fue bastante popular por su programa de radio Las Aventuras de Montecristo en el que personificaba entre otros a Montoño, Montecristina y Montecristote, personajes que durante más de cincuenta años hicieron reír a los colombianos.
Montecristo murió el 17 de octubre de 1997, víctima de un cáncer. Su segunda esposa doña Flor María Duque, quien fue el amor de su vida era su enfermera y estuvo con el siempre hasta el último momento. Con ella tuvo 10 hijos, 10 del primer matrimonio y 2 por fuera de los dos matrimonios.

## Algunos de sus personajes y programas radiales
Puede decirse que el humor del departamento de Antioquia se divide en antes de Montecristo y después Montecristo y sus personajes se volvieron muy populares y eran tomados como referencia entre sus seguidores para contar chistes populares.
Entre ellos figuraron los siguientes personajes que representaban diferentes ámbitos de la cultura popular:
Montoño: Hermano de Montecristo, es típico bobo de pueblo pero con una malicia especial.
Montecristico: Sobrino de Montecristo, es el típico niño precoz que pone en aprietos todos con sus ocurrencias.
Montecristote: Hermano de Montecristo, afeminado y atrevido con los demás hombres, desprecia las mujeres.
Montecrisñato: Primo de Montecristo, es el tartamudo (gago) de la familia.
Montecristeso: Primo de Montecristo, es un malandrín.
Montecrispucho: Primo de Montecristo, es un tipo vicioso dedicado a fumar yerbas raras. Vive en otro mundo.
Son muchos más personajes como Montecristina, Montecristrago, que hicieron reír a los colombianos desde el dial antioqueño, con todas sus ocurrencias, durante más de 50 años de humor simple y llano.
El primero de los más famosos programas radiales de Montecristo fue llamado "El Café de Montecristo", un espacio de humor costumbrista originado en "La Voz de Antioquia" de la Cadena Radial Colombiana (Caracol), hoy la voz de Antioquia es propiedad de la Cadena Radial Júpiter.
El programa tomó después varios nombres más y se emitió por varias otras cadenas radiales. El Granero de la Esquina, Las Aventuras de Montecristo, El Hotel Bochinche, fueron algunos de esos exitosos nombres.